# کابینه بوریس جانسون
دولت بوریس الکساندر جانسون در تاریخ ۲۴ ژوئیه ۲۰۱۹ با حکمالیزابت دوم پس از استعفای ترزا مینجام تشکیل شد. می در تاریخ ۷ ژوئن ۲۰۱۹ از رهبری حزبمحافظه کار استعفا داد. جانسون در ۲۳ ژوئیه بعنوان جانشین او تشکیل کابینه داد. دولت بوریس جانسون پنجاهمین دوره پارلمان بریتانیا تشکیل جلسه داد.

## هیئت دولت
| پست در دولت | نام                                              | مدت |
| --- | ------------------------------------------------ | --- |
| وزرای کابینه |                                                  | |
| نخست‌وزیر لرد اول خزانه داری وزیر خدمات ملکی دبیرکل برگزیت                                                                  | en:Privy Counsellor (UK)بوریس جانسون             | ۲۰۱۹ - در حاen:Member of the British House of Commonsل حاضر                                                   |
| نخستین وزیر امور خارجه وزیر امور خارجه و مشترک‌المنافع                                                                      | ژوئیه ۲۰۱۹ -دومنیک راب                           | ۲۰۱۹-حال |
| لرد دوم ژوئیه2019 -en:Johnson ministry#cite note-10en:Johnson ministry#cite note-11زانه داری وزیر خزانه دولت متحد علیاحضرت | ژوئیه ۲۰۱۹ -ساجد جاوید                           | ۲۰۱۹ - در حال حاضر                                                                                            |
| وزیر امور داخله | ژوئیه ۲۰۱۹ -پریتی پتل                            | ۲۰۱۹ - در حال حاضر                                                                                            |
| سردار قلمرو دوک نشین لنکستر                                                                                                | ژوئیه ۲۰۱۹ -مایکل گاو                            | ۲۰۱۹ - در حال حاضر                                                                                            |
| وزیر دادگستری رئیس قوه قضائیه                                                                                              | ژوئیه ۲۰۱۹ -رابرت بوکلند                         | ۲۰۱۹ - در حال حاضر                                                                                            |
| en:Queen's Counselوزیر خروج از اتحادیه اروپا                                                                               | ژوئیه ۲۰۱۹ -استفان بارکلی                        | ۲۰۱۸ - در حال حاضر                                                                                            |
| وزیر دفاع | ژوئیه ۲۰۱۹ -بن والاس                             | ۲۰۱۹ - در حال حاضر                                                                                            |
| ژوئیه ۲۰۱۹ -en:Johnson ministry#cite note-19وزیر بهداشت و مراقبت اجتماعی                                                   | ژوئیه ۲۰۱۹ -مت هونکوک                            | ۲۰۱۸ - در حال حاضر                                                                                            |
| وزیر تجارت، انرژی و استراتژی صنعتی                                                                                         | ژوئیه ۲۰۱۹ -ریت هان                              | ۲۰۱۹ - در حال حاضر                                                                                            |
| وزیر تجارت بین‌المللی رئیس هیئت بازرگانی                                                                                    | ژوئیه ۲۰۱۹ -مری ترس                              | ۲۰۱۹ - در حال حاضر                                                                                            |
| وزیر کار و بازنشستگی وزیر زنان و برابری                                                                                    | ژوئیه ۲۰۱۹ -امبر راد                             | ۲۰۱۸ - در حال حاضجولای 2019 -en:Johnson ministry#cite note-23ر                                                |
| وزیر آموزش و پرورش | ژوئیه ۲۰۱۹ -گاوین ویلیامسون                      | ۲۰۱۹ - در حال حاضen:Commander of the Order of the British Empireژوئیه 2019 -en:Johnson ministry#cite note-24ر |
| وزیر محیط زیست، غذا و امور روستایی                                                                                         | ژوئیه ۲۰۱۹ -ترزا ویلرس                           | ۲۰۱۹ - در حال حاضر                                                                                            |
| وزیر مسکن، اجتماعات و دولت محلی                                                                                            | ژوئیه ۲۰۱۹ -رابرت جنریک                          | ۲۰۱۹ - در حال حاضر                                                                                            |
| وزیر حمل و نقل | ژوئیه ۲۰۱۹ -گرنت شاپس                            | ۲۰۱۹ - در حال حاضر                                                                                            |
| وزیر ایرلند شمالی | ژوئیه ۲۰۱۹ -جولیان اسمیت                         | ۲۰۱۹ - در حال حاضرجولای 2019 -en:Johnson ministry#cite note-28                                                |
| وزیر اسکاتلند | ژوئیه ۲۰۱۹ -آلیستر جک                            | ۲۰۱۹ - در حال حاضر                                                                                            |
| وزیر امور ولز | ژوئیه ۲۰۱۹ -آلن کیرنس                            | ۲۰۱۶ - در حال حاضر                                                                                            |
| رهبر مجلس اعیان مهردار علیاحضرت                                                                                            | بارون ادوارد                                     | ۲۰۱۶ - در حال حاضر                                                                                            |
| وزیر دیجیتال، فرهنگ، رسانه و ورزش                                                                                          | ژوئیه ۲۰۱۹ -نیکی مورگان                          | ۲۰۱۹ - در حال حاضر                                                                                            |
| وزیر توسعه بین‌المللی | ژوئیه ۲۰۱۹ -آلوک شارما                           | ۲۰۱۹ - در حال حاضر                                                                                            |
| وزیر فاقد مقام | جیمز اen:Chairman of the Conservative Partyسپنسر | 2019 - en:Chairman of the Conservative Partyدر حال حاضر                                                       |
| همچنین در جلسات کابینه شرکت می‌کند                                                                                          |                                                  | |
| دبیرکل خزانه داری | ژوئیه ۲۰۱۹ -ریشی سونک                            | ۲۰۱۹ - در حال حاضر                                                                                            |
| رهبر مجلس عوام | ژوئیه ۲۰۱۹ -جیکوب ریس مگ                         | ۲۰۱۹ - در حال حاضر                                                                                            |
| رئیس تازیانه و رئیس دبیرخانه مجلس عوام                                                                                     | ژوئیه ۲۰۱۹ -مارک اسپنسر                          | ۲۰۱۹ - در حال حاضر                                                                                            |
| دادستان کل | ژوئیه ۲۰۱۹ -جفری کوکس]                           | ۲۰۱۸ - در حال حاضر                                                                                            |
| وزیرمشاور کسب و کار کوچک و انرژی                                                                                           | ژوئیه ۲۰۱۹ -کوایس کوینتر                         | ۲۰۱۹ - در حال حاضر                                                                                            |
| وزیر دفتر کابینه | ژوئیه ۲۰۱۹ -اولیور داودون                        | ۲۰۱۹ - در حال حاضر                                                                                            |
| وزیر مشاور نیروگاه شمالی                                                                                                   | ژوئیه ۲۰۱۹ -جیک بری                              | ۲۰۱۹ - در حال حاضر                                                                                            |
| وزیرمشاور مسکن | ژوئیه ۲۰۱۹ -استر مکوی                            | ۲۰۱۹ - در حال حاضر                                                                                            |
| ژوئیه ۲۰۱۹ -en:Johnson ministry#cite note-44وزیر مشاور دانشگاه‌ها                                                           | ژوئیه ۲۰۱۹ -[[جو جانسون]]                        | ۲۰۱۹ - در حال حاضرجولای 2019 -en:Johnson ministry#cite note-45                                                |
| وزیر مشاور امنیت | ژوئیه ۲۰۱۹ -براندون لویس                         | ۲۰۱۹ - در حال حاضر                                                                                            |